# Josep Mata i Balart
Josep Mata i Balart (Piera, Anoia, 26 de setembre de 1922) és un músic i ceramista.
Fou instrumentista de fiscorn de la Cobla Triomfal d'Igualada als anys 80. Instrumentista de piano i director d'orquestres i corals, entre les quals cal destacar la Triunfal Orquesta d'Igualada i la Coral L'Alzinar de Masquefa, en Josep Mata és un clar exponent del que ha estat la figura del músic professional, que sovint ha compartit la seva vocació musical amb altres àmbits relacionats amb la creativitat i l'artesania. Ha compost una desena de sardanes. El 2008 se li va retre un homenatge presentat per Jaume Nonell.